# Anaulacodithella mordax
Anaulacodithella mordax är en spindeldjursart som först beskrevs av Albert Tullgren 1907.  Anaulacodithella mordax ingår i släktet Anaulacodithella och familjen Tridenchthoniidae. Inga underarter finns listade i Catalogue of Life.